# Primera División Uruguaya 1951
Il campionato era formato da dieci squadre e il Peñarol vinse il titolo.

## Classifica finale
| Pos. | Squadra              | G  | V  | N | P  | GF | GS | Punti |
| ---- | -------------------- | -- | -- | - | -- | -- | -- | ----- |
| 1    | Peñarol              | 18 | 13 | 3 | 2  | 50 | 14 | 29    |
| 2    | Nacional             | 18 | 12 | 3 | 3  | 50 | 21 | 27    |
| 3    | Rampla Juniors       | 18 | 8  | 6 | 4  | 40 | 28 | 22    |
| 4    | Central              | 18 | 6  | 6 | 6  | 23 | 29 | 18    |
| 5    | Cerro                | 18 | 7  | 3 | 8  | 26 | 38 | 17    |
| 6    | Danubio              | 18 | 6  | 4 | 8  | 30 | 36 | 16    |
| 7    | River Plate          | 18 | 6  | 4 | 8  | 31 | 41 | 16    |
| 8    | Defensor             | 18 | 4  | 4 | 10 | 25 | 36 | 12    |
| 9    | Liverpool            | 18 | 3  | 6 | 9  | 20 | 37 | 12    |
| 10   | Montevideo Wanderers | 18 | 4  | 3 | 11 | 24 | 39 | 11    |

G = Partite giocate; V = Vittorie; N = Nulle/Pareggi; P = Perse; GF = Goal fatti; GS = Goal subiti; 

## Classifica marcatori
| Gol |  |  | Giocatore    | Squadra |
| --- |  |  | ------------ | ------- |
| 17  |  |  | Juan Hohberg | Peñarol |